# تراکم آسیلوئین
تراکم آسیلوئین یک واکنش جفت سازی کاهشی میان دو استر با استفاده از فلز سدیم به منظور تولید آلفا-هیدروکسی معروف به آسیلوئین است.

## مکانیزم
این مکانیزم شامل چهار مرحله است:
(1) یونیزاسیون اکسایشی دو اتم سدیم به وسیله ی پیوند دو گانه ی مولکول استر
(2) جفت شدن رادیکالی دو مولکول استر رادیکالی تولید شده از مرحله قبل ( واکنش جفت شدگی وورتز).حذف گروه آلکوکسی در هر دو سمت انجام می گردد و محصول ۱و۲-دی کتون حاصل می شود.
(3) یونیزاسیون اکسایشی دو اتم سدیم به وسیله ی مولکول ۱و۲-دی کتون و تشکیل سدیم انودیولات.
(4) خنثی سازی با آب به به منظور تشکیل انودیول که در نهایت به مولکول آسیلوئین توتومری می کند.